# Тиква судовњача
Тиква судовњача (лат. Lagenaria siceraria) је биљка пузавица из фамилије Cucurbitaceae. Узгаја се због својих плодова који се или беру млади и користе као поврће или се беру када сазру и осуше па се користе за разне намене као што су посуде, прибор или луле. Млади плодови имају светло зелену глатку кору и месо беле боје.
Ова биљка је једна од првих гајених биљака на свету и узгајана је не због исхране већ због практичне употребе. Потиче из Азије или Африке. То је једина врста тикве која се гајила у Европи пре открића Америке из које потиче већина осталих врста тикава и бундева.
Месо ове тикве садржи 85—95% воде и ниске је калоријске вредности 20 ккал/100 г. Поред воде садржи и нешто угљених хидрата, беланчевина, витамине А, Б и Ц и минерале калцијум и гвожђе.

## Галерија слика
- Сјеме врга
- Врг у башти
- Лоза са плодом и цвијетом
- Прављење инструмената
- Вргов цвијет
- Мате од врга, посуда за припрему популарног јужноамеричког напитка
- Лампа од тикве судовњаче
- Украсне лампе од тикве судовњаче
- Lagenaria siceraria var peregrina 
 Museum specimen
- Декорисана тиква судовњача, Регионални музеј у Добоју
- Три тикве судовњаче, Музеј Семберије у Бијељини